# Mátrix: Feltámadások
A Mátrix: Feltámadások (eredeti cím: The Matrix Resurrections) 2021-ben bemutatott amerikai sci-fi akciófilm, a Mátrix – Forradalmak (2003) folytatása, a Mátrix-filmsorozat negyedik része. A film rendezője Lana Wachowski – aki húgával, Lillyvel együtt rendezte és írta az előző három filmet – forgatókönyvírója Wachowski, David Mitchell és Aleksandar Hemon. Keanu Reeves, Carrie-Anne Moss, Lambert Wilson és Jada Pinkett Smith a sorozat korábbi filmjeiből megismert szerepüket játsszák, míg Yahya Abdul-Mateen II, Jessica Henwick, Jonathan Groff, Neil Patrick Harris, Prijanka Csopra és Christina Ricci újonnan csatlakoztak.
A film a Village Roadshow Pictures, a Wachowskis Productions és a Silver Pictures közös produkciója, a Warner Bros. Pictures mutatta be a mozikban 2021. december 22-én; az Amerikai Egyesült Államokban az HBO Max streamingszolgáltatónál egy hónapig nézhető digitálisan ugyanakkortól. A kritikusok általánosságban pozitívan fogadták; dicsérték az alakításokat és az akciójeleneteket, azonban kritizálták a forgatókönyvet és a látványvilágot.

## Rövid történet
Neo hétköznapi életet él San Franciscóban, ahol a terapeutája kék tablettákat ír fel neki. Morpheus azonban felajánlja neki a piros pirulát, és újra megnyitja elméjét a Mátrix világa előtt.

## Cselekmény
60 év telt el Neo feltételezett halála óta: az emberek és a gépek közötti béke folytatódik, és néhány gép időközben az emberek oldalára állt. Lehetőség van az egyes programok Mátrixból való átvitelére is. A Mátrix egy elszigetelt részén Bugs kapitány felfedezett egy ügynököt, aki furcsán viselkedett, mert segített neki megszökni más ügynökök elől. Kiderült, hogy ez a valaki Morpheus jelenlegi megtestesülése.
Thomas Anderson ismét a Mátrixban él, ahol sikeres játéktervező, aki az első három film cselekményét három számítógépes játékká alakította át, The Matrix címmel. De mivel állítólag téveszmékben szenved, és közben azt hiszi, az akciók a való életben is megtörténtek, pszichiátriai kezelés alatt áll, és ezért rendszeresen kék tablettát kell szednie, hogy elnyomja a téveszméket.
Gyakran ellátogat egy kávézóba, ahol találkozik egy kétgyermekes anyával, Tiffany-val, Trinity jelenlegi megtestesítőjével, akit a tévképzetekből már ismer. Mivel gondjai vannak az álmok és a valóság szétválasztásával, Anderson konzultál a terapeutájával, aki kék tablettákat ad neki, hogy a férfi megőrizze józan eszét. Neo egy ponton túl azonban nem hajlandó bevenni a gyógyszert.
Morpheus segítségével Bugs és legénysége rájön, hogy Neo még mindig életben van, annak ellenére, hogy látszólag meghalt a gépháború végén. Bugs belép a Mátrixba, hogy csatlakozzon Morpheushoz és kiszabadítsa Andersont. Megtudják, hogy Smith ügynök szorosan figyeli Anderson tevékenységét. Megpróbálják kiszabadítani Andersont a Mátrixból, de ebben kezdetben megakadályozza őket Neo pszichiátere, aki – mint később kiderül – a Mátrix programja. Smith-t elkerülve, Bugs és Morpheus meggyőzi Andersont arról, hogy a Mátrixban él, és Anderson, akinek valóságérzékelése már gyengül, beleegyezik, hogy kivonják belőle.

## Szereplők
| Szerep         | Színész               | Magyar hang        |
| -------------- | --------------------- | ------------------ |
| Neo            | Keanu Reeves          | László Zsolt       |
| Trinity        | Carrie-Anne Moss      | Nagy-Kálózy Eszter |
| Morpheus       | Yahya Abdul-Mateen II | Pál András         |
| Bugs           | Jessica Henwick       | Sodró Eliza        |
| Smith          | Jonathan Groff        | Mészáros Béla      |
| Az elemző      | Neil Patrick Harris   | Kaszás Gergő       |
| Sati           | Prijanka Csopra       |                    |
| Niobe          | Jada Pinkett Smith    | Bognár Gyöngyvér   |
| A Merovingi    | Lambert Wilson        | Jakab Csaba        |
| Johnson ügynök | Daniel Bernhardt      |                    |
| Lexy           | Eréndira Ibarra       |                    |
| Sheperd        | Max Riemelt           |                    |
| Sequoia        | Toby Onwumere         |                    |
| Berg           | Brian J. Smith        |                    |
| Chad           | Chad Stahelski        |                    |

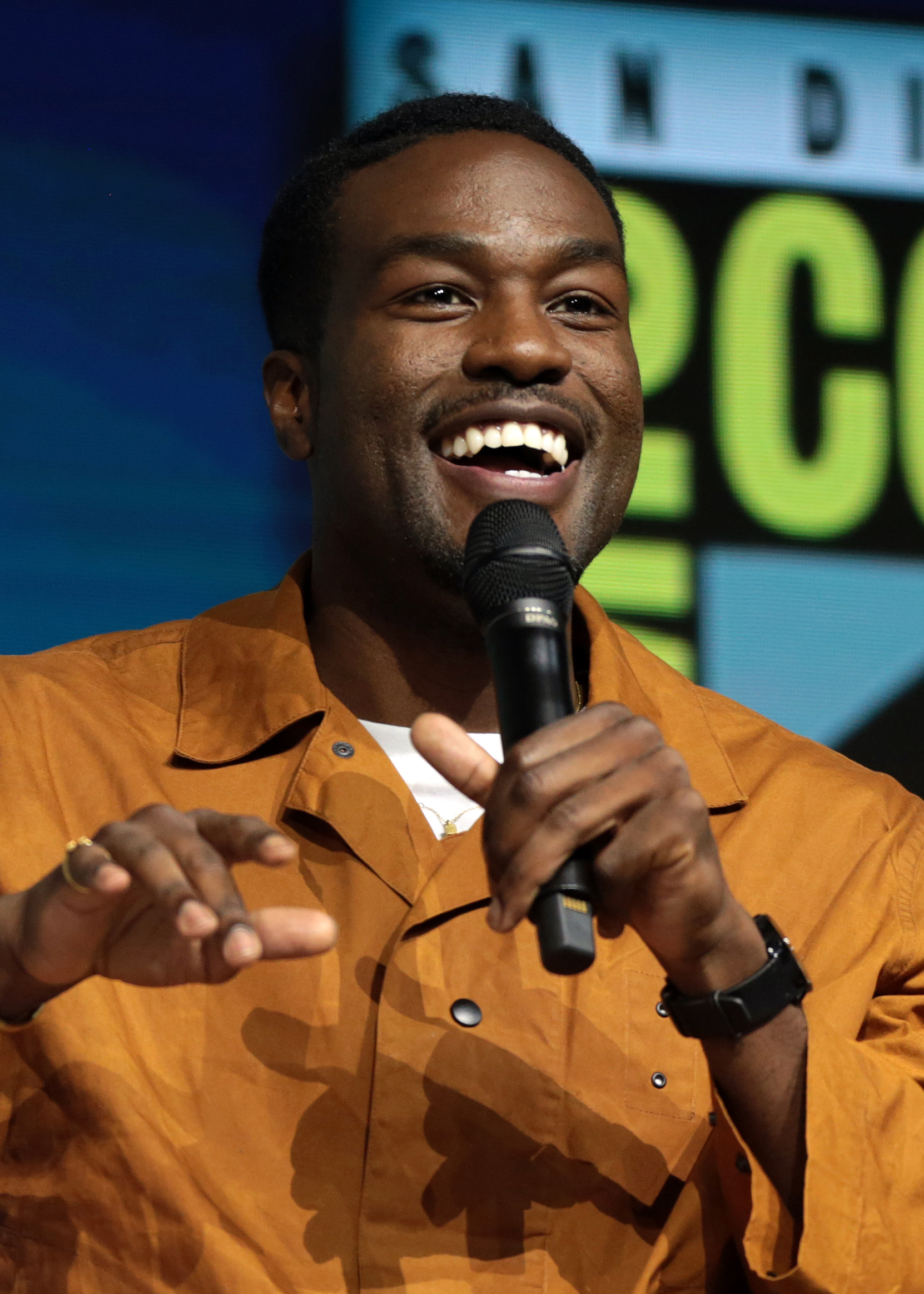
Yahya Abdul-Mateen II Morpheus szerepében

Christina Ricci, Telma Hopkins és Andrew Caldwell nyílvánosságra nem hozott szerepeket kaptak.

## A film készítése
2019 végén bejelentették, hogy készül egy negyedik Mátrix-film, amelyben Lana Wachowski visszatér a rendezői székbe, húga nélkül, Reeves és Moss pedig újra eljátssza a szerepét. A forgatás 2020 februárjában kezdődött, de a következő hónapban a COVID-19 világjárvány miatt leállították. Wachowski elgondolkozott azon, hogy felfüggeszti és befejezetlenül hagyja a projektet, de a stáb ragaszkodott hozzá, hogy befejezze. A forgatás 2020 augusztusában folytatódott, és három hónappal később fejeződött be.

## Filmzene

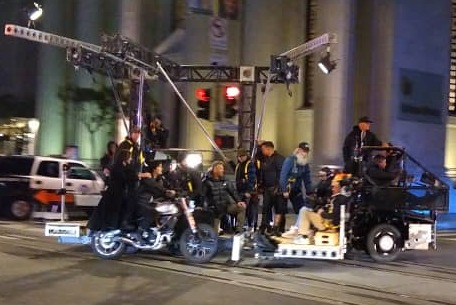
Keanu Reeves és Carrie-Anne Moss motoros jelenetet forgatnak San Franciscóban

| 1.  | Opening – The Matrix Resurrections                                |  |
| 2.  | Two and the Same                                                  |  |
| 3.  | Meeting Trinity                                                   |  |
| 4.  | It's in My Mind                                                   |  |
| 5.  | I Fly or I Fall                                                   |  |
| 6.  | Set and Setting                                                   |  |
| 7.  | Into the Train                                                    |  |
| 8.  | Exit the Pod                                                      |  |
| 9.  | The Dojo                                                          |  |
| 10. | Enter IO                                                          |  |
| 11. | Inside IO                                                         |  |
| 12. | Escape                                                            |  |
| 13. | Broadcast Depth                                                   |  |
| 14. | Exiles                                                            |  |
| 15. | Factory Fight                                                     |  |
| 16. | Bullet Time                                                       |  |
| 17. | Recruiting                                                        |  |
| 18. | Infiltration                                                      |  |
| 19. | I Like Tests                                                      |  |
| 20. | I Can't Be Her                                                    |  |
| 21. | Simulatte Brawl                                                   |  |
| 22. | Swarm                                                             |  |
| 23. | Sky Scrape                                                        |  |
| 24. | My Dream Ended Here                                               |  |
| 25. | Neo and Trinity Theme (Johnny Klimek & Tom Tykwer Exomorph Remix) |  |
| 26. | Opening – The Matrix Resurrections (Alessandro Adriani Remix)     |  |
| 27. | My Dream Ended Here (Marcel Dettmann Remix)                       |  |
| 28. | Nosce (Almost Falling Remix)                                      |  |
| 29. | Bullet Time (Moderna Remix)                                       |  |
| 30. | Back to the Matrix (Eclectic Youth Remix)                         |  |
| 31. | Welcome to the Crib (System 01 Remix)                             |  |
| 32. | Flowing (Thomas Fehlmann Remix)                                   |  |
| 33. | Temet (Esther Silex & Kotelett Remix)                             |  |
| 34. | Choice (Psychic Health Remix)                                     |  |
| 35. | Monumental (Gudrun Gut Remix)                                     |  |